# Iolanda Crimi
Iolanda Crimi (Francofonte, 20 giugno 1901 – Catania, 6 agosto 1985) è stata una partigiana italiana.

## Biografia
Figlia di un puparo di Francofonte, aveva tre nomi, Iolanda Elena Margherita, che la legavano al mondo delle gesta dei paladini e ai reali, e persino alla Jolanda figlia del Corsaro Nero di salgariana memoria. 
Si porterà sempre dentro questo spirito, legato al padre: libertario e guasconesco. Durante la prima guerra mondiale, da giovane ha operato come volontaria presso i Comitati Civici per l'assistenza delle famiglie dei militari ciò portò alla costituzione del Comitato di assistenza sanitaria specializzato sulla cura della Grippe.
Nel primo dopo guerra si è battuta per la industrializzazione della Sicilia.
Nel 1943 si spostò a Roma dove decise di entrare a far parte della Resistenza antifascista. Durante questi anni, tuttavia, si scontrò con molte difficoltà, dovute soprattutto alla diffidenza nei confronti dei siciliani, accusati spesso di essere venduti al nemico. Entrò a far parte del Comitato Nazionale Siciliano Profughi, ma si accorse ben presto che non svolgesse reale attività di assistenza. Decise pertanto di occuparsi prevalentemente di assistenza ai bambini e al recupero dei soldati dopo la guerra.
Al termine della guerra, nel 1946, partecipò a Roma al I congresso nazionale della Democrazia Cristiana, ma si rese conto di non condividerne pienamente le posizioni. A Messina anima il Centro intellettuale ricreativo composto da insegnanti e professionisti della cultura messinese, il suo aiuto durò poco perché si esaurì con il termine della Seconda Guerra Mondiale. Nel 1950 si trasferì a Catania dove partecipò alle attività della Casa della Cultura e fondò la sezione catanese del Movimento Federalista Europeo. Nel 1955 si presentò nelle liste del Partito Repubblicano Italiano dove Ferruccio Parri le consegnò la medaglia d'oro al circolo della cultura. Partecipò al Congresso internazionale per la federazione d'Europa a Parigi.
Nel 1962 scrisse Donne siciliane nella Resistenza, la sua autobiografia.
Durante la sua vita ha svolto il ruolo di insegnante di italiano, storia, filosofia e pedagogia, durante la cui attività ha ricevuto l'encomio per l'insegnamento della storia secondo il metodo attivo.
Attingendo allo spirito della resistenza, Iolanda Crimi sin dal primo dopo guerra si è battuta per la industrializzazione della Sicilia. Inoltre si è sempre battuta per la difesa dei diritti delle donne. 
Vivrà poi a Catania dove frequenterà la scuola Marletta nella quale conoscerà un suo compagno cieco scomparso immaturamente che la porterà a fondare la Sezione dell'Unione Ciechi della quale sarà segretaria, diffondendo il principio che i ciechi siano considerati come forze importanti della società. Frequentò inoltre il Magistero di Messina con la missione di migliorare i maestri elementari, completò questa preparazione che gli dona uno spirito aperto, anche in ambito religioso si sente indipendente da qualsiasi tipo di pregiudizio.